# Jamaika-Stechrochen
Der Jamaika-Stechrochen (Urobatis jamaicensis), auch gelber Stechrochen genannt, ist ein kleiner Rochen, der im wärmeren Westatlantik von der Küste North Carolinas über die Bahamas, die Karibik, den Golf von Mexiko bis zur Nordküste Südamerikas vorkommt. 

## Merkmale

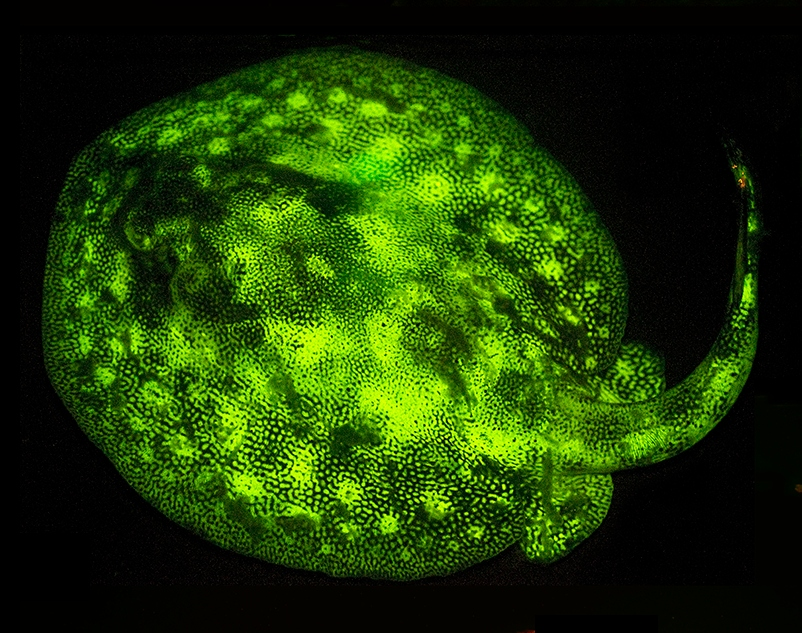
Biolumineszenz
beim Jamaika-Stechrochen

Der Jamaika-Stechrochen wird maximal 76 Zentimeter lang. Die Körperoberseite ist gelblich oder graubraun, normalerweise mit einer dunklen Punktierung oder netzartigen Zeichnung. Die Bauchseite ist braunweiß, gelblich oder grünlich. Er ist in der Lage seine Färbung stark zu verändern. Seine Körperscheibe ist annähernd rund. Der dunkel punktierte Schwanz trägt eine gut entwickelte Schwanzflosse und, auf der Oberseite, einen langen Giftstachel, der schmerzvolle Wunden verursachen kann. Eine Rückenflosse fehlt, ebenso Dornen an den Körperrändern.
Jamaika-Stechrochen zählen zu den über 180 Fischarten denen Biofluoreszenz nachgewiesen werden konnte.

## Lebensweise
Der Jamaika-Stechrochen lebt küstennah in flachem Wasser normalerweise von der Wasseroberfläche bis in 25 Meter. Die Fische sind häufig und wenig scheu. Bevorzugtes Habitat sind sandige Regionen oder mit Muschelbruch bedeckter Boden, manchmal auch die Nähe von Korallenriffe oder von Algen oder Tang bewachsene Zonen. Jamaika-Stechrochen sind ovovivipar und gebären pro Wurf drei bis vier Jungrochen, die bei der Geburt 15 cm lang sind. Bei der Kopulation schwimmt das Männchen in Rückenlage unter das Weibchen. Jamaika-Stechrochen ernähren sich von Garnelen, möglicherweise auch von kleinen Fischen, Muscheln und Würmern. Um Beutetiere anzulocken die Versteckmöglichkeiten suchen, bilden Jamaika-Stechrochen mit ihrer Körperscheibe einen Tunnel. 